# The Tyrant
The Tyrant (en hangul, 폭군; en hanja, 暴君; McCune-Reischauer, P'okkun) es una serie de televisión web surcoreana escrita y dirigida por Park Hoon-jung y protagonizada por Cha Seung-won, Kim Seon-ho, Kim Kang-woo y Jo Yoon-su. Es una serie derivada de los dos filmes The Witch del mismo director y guionista. Se estrenará en la plataforma Disney+ el 14 de agosto de 2024.

## Sinopsis
Después de años de trabajar arduamente en un proyecto secreto denominado Tyrant, y diseñado para mejorar de modo decisivo las habilidades humanas, el plan del gobierno coreano es descubierto por las agencias de inteligencia estadounidenses. Furiosos por no haber recibido información, los dirigentes estadounidenses exigen que se entreguen todas las muestras y que el proyecto se cierre de inmediato. Pero cuando la transferencia encubierta es atacada por un grupo desconocido, los agentes de ambos lados tendrán que trabajar juntos para evitar que la nueva y peligrosa fórmula caiga en las manos equivocadas.

## Reparto

### Principal
- Cha Seung-won como Lim Sang, un exagente convertido en sicario encargado de eliminar las fuerzas relacionadas con el proyecto Tyrant.[4][5][6][7]

- Kim Seon-ho como el director Choi, un director joven de una agencia de inteligencia nacional de Corea del Sur que ha estado dirigiendo el proyecto Tyrant de manera no oficial.[4][8][9]

- Kim Kang-woo como Paul, un miembro de la agencia de inteligencia estadounidense que intenta deshacerse de la última muestra del proyecto Tyrant.[10][11]

- Jo Yoon-su como Chae Ja-kyeong, una técnica conocida en la industria por su personalidad tranquila y serena y su falta de piedad, capaz de abrir una caja fuerte especial en solo 3 minutos. Se le ha pedido robar la última muestra del proyecto Tyrant.[12][13][14]

### Secundario
- Moo Jin-sung como Yoon Mo-yong, una persona que contrata al técnico Ja-kyung para robar muestras del proyecto Tyrant.[15]

- Kim Joo-hun como el director Sa, director de la agencia de inteligencia nacional de Corea del Sur, al mismo nivel que el director Choi. Es un personaje que se enfrenta con este.[16]

- Lee Ki-young como primer subdirector de la agencia de inteligencia nacional de Corea del Sur. Junto con el director Sa mantiene bajo control al director Choi, quien intenta defender el proyecto Tyrant hasta el final.[16][17]

- Choi Jung-woo como el profesor Noh, que participa en el proyecto Tyrant junto con el director Choe.[17][18]

- Cha Son-bae como Seong Sa-jang, un jefe de gánsteres que dirige un club. Se enfrenta a Ja-kyeong.[17][18]

- Justin John Harvey como Cocodrilo 1, la mano derecha mejorada y sobrehumana de Paul, que intenta hacerse cargo del proyecto surcoreano.[17][18]

- Kwon Hyuk como Cocodrilo 2, la mano derecha mejorada y sobrehumana de Paul.[19]
- Park Hyung-soo como el director Cho, empleado del Servicio de Inteligencia Nacional de Corea del Sur.[20][21]
- Lee Seung-kyung como Han-gom.[22]
- Kim Ho-jun como un taxista.[23]
- Im Su-hyung como un paramédico.

### Apariciones especiales
- Lee Sung-min como el padre adoptivo de Cha Ja-kyeong, que desarrolló gracias a él sus extraordinarias habilidades.[24]
- Jang Young-nam como la señora Kwan, propietaria de una tienda de tejidos que proporciona información al director Choi.[25]

## Producción
The Tyrant es la primera incursión de Park Hoon-jung en la televisión. Estaba concebida en principio como un largometraje: según declaró Park, «originalmente, iba a ser una película… Sin embargo, como creador, decidí hacer la obra en un formato que pudiera brillar más, dada la variedad de medios disponibles para mostrar el contenido», aunque no ocultó la dificultad de entrar en este nuevo medio. En marzo de 2024 se confirmó que definitivamente se lanzaría como serie en cuatro partes en Disney+, en la segunda mitad del año.
El 19 de octubre de 2022 un portavoz de la agencia de Cha Seung-won, YG Entertainment, anunció que este había recibido una oferta para aparecer en The Tyrant y que la estaba considerando positivamente. Un anuncio en el mismo sentido fue realizado el mismo día por la agencia de Kim Seon-ho, SALT Entertainment. Kim Kang-woo se incorporó al reparto de The Tyrant en noviembre de 2022, cuando aún estaba planteada como película y no como serie.Por último, Cho Yoon-su es una actriz novata que eligió el director porque encaja perfectamente en el papel. Para la actriz, pues, es su primera colaboración con Park y también su primer papel protagonista. Antes del rodaje se sometió a un entrenamiento de alta intensidad tres meses en todo tipo de lucha, con o sin armas.Cha Seung-won, Kim Seon-ho, Kim Kang-woo habían trabajado anteriormente con Park Hoon-jung, el primero en Noche en el paraíso (2020) y los dos segundos en Sad Tropics (2023).
El director de artes marciales de la serie es Kim Jeong-min, que también lo había sido en The Witch. El director de fotografía, Kim Young-ho, había colaborado asimismo con el director Park en The Witch, Noche en el paraíso y VIP. El director musical es Mowg.
Según la distribuidora cinematográfica Acemaker Movieworks, el rodaje de "Tyrant" comenzó el 2 de enero de 2024, y había concluido antes del 16 de mayo. Entre enero y febrero se rodó en Busan, aunque también hubo escenas de acción localizadas en el mercado de Doma-keun, en Daejeon. La última parte del rodaje se llevó a cabo en la isla de Jeju, en particular en el Jeju Indoor Video Studio.
El 6 de marzo del mismo año se publicaron algunos fotogramas.El 12 de julio el equipo de producción difundió un primer avance de la serie, y cinco días después otro avance y un cartel de personajes con los cuatro protagonistas.El 23 de julio distribuyó quince nuevos fotogramas.También dentro de la promoción de la serie, se organizó una «Top Secret Premiere» el 9 de agosto de 2024 con una proyección para los aficionados en Megabox COEX, seguida de una presentación de los personajes principales, incluidos Cha Seung-won, Kim Seon-ho, Kim Kang-woo y Jo Yoon-su. Ese mismo día se llevó a cabo además una «Tyrant Sample Chase Competition», en la que los asistentes podrían disfrutar directamente de la visión del mundo de Tyrant, divertirse con una variedad de juegos y presenciar una charla que presentaba las características sdobresalientes de la obra.
La producción se presentó primero en un pase íntegro para la prensa el 9 de agosto, y después en una conferencia de prensa celebrada el 12 de agosto en un hotel en el distrito de Gangnam, Seúl, con la presencia del director y los cuatro protagonistas.

## Crítica
Park Jin-young (Joy News 24) escribe sobre la serie: «al principio, no está claro por qué el personaje del justiciero tiene "múltiples personalidades", qué diablos es una muestra que mata a tanta gente y cuáles son las relaciones entre los personajes, por lo que se siente un poco aburrido o confuso. Sin embargo, a partir del final del segundo episodio, a medida que la curiosidad se va resolviendo poco a poco, no solo explota el mensaje a transmitir sino también la emoción de la acción de persecución. Las secuencias de acción vertiginosas, y la gran escala que te hace preguntarte sobre el costo de producción, son un placer para la vista».
Para Hwang Jae-ha (Agencia de Noticias Yonhap), «el principio y el final de The Tyrant es la acción. Debido a que la relación de conflicto es simple, cualquiera puede comprender fácilmente la historia y concentrarse por completo en la acción. No es exagerado decir que la historia existe para mostrar escenas de acción», en una sucesión de escenas de combate que empiezan ya en el primer episodio y acompañan hasta el final.
Bastante negativa es la visión de Le Da-won en Sports Kyughyang, para quien la serie es una repetición de elementos ya vistos en el director Park Hoon-jung: «un plato de fusión mezclando la cosmovisión de la obra anterior, The Witch, con personajes que solo se vieron en Sad Tropics, pero fracasaron. También es aburrido que el personaje principal sea una chica que es un "arma humana". El final es predecible nada más empezar la historia». El crítico solo destaca el trabajo de Cha Seung-won, y lo que considera la especialidad del director, es decir, las escenas de acción.
Lim Ye-bin, de Celebrity Media, nota que el hecho de que fuera proyectada primero como película repercute en el ritmo de la serie, porque el primer episodio, «que se supone que debe captar la atención del espectador, se siente más como una continuación de una atmósfera significativa que como una historia que se desarrolla». Toda la información importante se acumula al final, lo que puede generar frustración en el espectador. Y, en todo caso, la serie está enfocada en la acción más que en la narrativa. Por todo ello, gustará a quienes busquen una acción bien planificada, pero puede decepcionar a « aquellos que quieren historias y apuestas detalladas».

## Premios y nominaciones
| Año  | Premios                           | Categoría               | Candidato      | Resultado | Ref.          |
| ---- | --------------------------------- | ----------------------- | -------------- | --------- | ------------- |
| 2024 | Asia Contents Awards & Global OTT | Mejor director          | Park Hoon-jung | Pendiente | [ 42 ] [ 43 ] |
| 2024 | Asia Contents Awards & Global OTT | Mejor actriz revelación | Jo Yoon-su     | Pendiente | [ 42 ] [ 43 ] |